# Roar Ljøkelsøy
Roar Ljøkelsøy, né le 31 mai 1976 à Orkdal, est un sauteur à ski norvégien. Double médaillé de bronze olympique en 2006, il a notamment été deux fois champion du monde de vol à ski, deux fois médaillé en individuel aux Championnats du monde et gagné onze concours de Coupe du monde, pour se classer au mieux deuxième au classement général à deux reprises.

## Carrière
Membre du club Orkdal IL, il fait débuts en Coupe du monde en 1993, et remporte son premier podium individuel en 1995 à Planica et sa première victoire en 2003 à Sapporo. Il atteint son meilleur classement en 2003-2004, en terminant deuxième derrière Janne Ahonen. 2004 est aussi sa prolifique en termes de victoires gagnant sept concours dont celui d'Oberstdorf à la Tournée des quatre tremplins, puis ceux de Lillehammer et Holmenkollen qui contribue à son succès sur la Tournée nordique. Un an plus tard, il est de nouveau devancé par Ahonen au classement général de la Coupe du monde, mais ajoute deux victoires à sa collection à Sapporo et Zakopane.
Spécialiste des grands tremplins, il remporte deux fois le titre de champion du monde de vol à ski en 2004 et 2006, doublant à chaque fois avec le titre par équipes. Lors des Championnats du monde 2005, il est médaillé d'argent en individuel et de bronze par équipes.
Il est deux fois médaillé de bronze aux Jeux olympiques de 2006 à Turin, en individuel et par équipes. En 2006, il obtient aussi son meilleur classement dans la Tournée des quatre tremplins avec le troisième rang final.
Aux Championnats du monde 2007, à Sapporo il remporte deux nouvelles médailles, gagnant le bronze individuel au grand tremplin et la médaille d'argent au grand tremplin par équipes.
Il prend sa retraite sportive à l'issue de la saison 2009-2010, où il est 30e au classement général de la Coupe du monde, mais non sélectionné pour les Jeux olympiques de Vancouver.

## Palmarès

### Jeux olympiques
| Épreuve / Édition | Lillehammer 1994 | Nagano 1998 | Salt Lake City 2002 | Turin 2006 |
| Petit tremplin    |                  | 40e         | 18e                 | Bronze     |
| Grand tremplin    |                  | 9e          | 32e                 | 4e         |
| Par équipes       | 4e               | 4e          | 9e                  | Bronze     |

### Championnats du monde
| Épreuve / Édition | Épreuve / Édition | Thunder Bay 1995 | Trondheim 1997 | Ramsau 1999 | Lahti 2001 | Val di Fiemme 2003 | Oberstdorf 2005 | Sapporo 2007 |
| Petit tremplin    | Petit tremplin    |                  | 24e            | 25e         | 20e        | 18e                | 9e              | 4e           |
| Grand tremplin    | Grand tremplin    | 31e              | 6e             | 19e         |            | 22e                | Argent          | Bronze       |
| Par équipes       | PT                |                  |                |             | 8e         |                    | 12e             |              |
| Par équipes       | GT                |                  | 5e             | 6e          | 7e         |                    | Bronze          | Argent       |

PT = petit tremplin,GT = grand tremplin

### Championnats du monde de vol à ski
| Épreuve / Édition | Planica 1994 | Kulm 1996 | Harrachov 2002 | Planica 2004 | Kulm 2006 | Oberstdorf 2008 |
| Individuel        | 42e          | 12e       | 49e            | Or           | Or        | 32e             |
| Par équipes       |              |           |                | Or           | Or        |                 |

### Coupe du monde
- Meilleur classement général : 2e en 2004 et 2005.
- 3e de la Tournée des quatre tremplins 2005-2006.
- Vainqueur de la Tournée nordique en 2004.
- 32 podiums individuels : 11 victoires, 15 deuxièmes places et 6 troisièmes places.
- 16 podiums par équipes, dont 6 victoires.

#### Victoires individuelles
| Année | Lieu |
| 2003  | Sapporo (Japon) |
| 2004  | Trondheim (Norvège), Engelberg (Suisse), Sapporo x2 (Japon), Oberstdorf (Allemagne), Lillehammer (Norvège), Oslo (Norvège) |
| 2005  | Zakopane (Pologne), Sapporo (Japon)                                                                                        |
| 2006  | Sapporo (Japon) |

#### Classements généraux
| Compet'/Année | Compet'/Année | Classement général | Classement général |
| ------------- | ------------- | ------------------ | ------------------ |
| Compet'/Année | Compet'/Année | Class.             | Points             |
| 1993          | 1993          | 53e                | 4                  |
| 1994          | 1994          | 17e                | 258                |
| 1995          | 1995          | 33e                | 96                 |
| 1996          | 1996          | 15e                | 501                |
| 1997          | 1997          | 13e                | 462                |
| 1998          | 1998          | 32e                | 191                |
| 1999          | 1999          | 29e                | 173                |
| 2000          | 2000          | 29e                | 213                |
| 2001          | 2001          | 28e                | 151                |
| 2002          | 2002          | 35e                | 117                |
| 2003          | 2003          | 9e                 | 757                |
| 2004          | 2004          | 2e                 | 1306               |
| 2005          | 2005          | 2e                 | 1440               |
| 2006          | 2006          | 4e                 | 875                |
| 2007          | 2007          | 14e                | 474                |
| 2008          | 2008          | 37e                | 99                 |
| 2009          | 2009          | 25e                | 259                |
| 2010          | 2010          | 30e                | 140                |